# Casco de Leiro

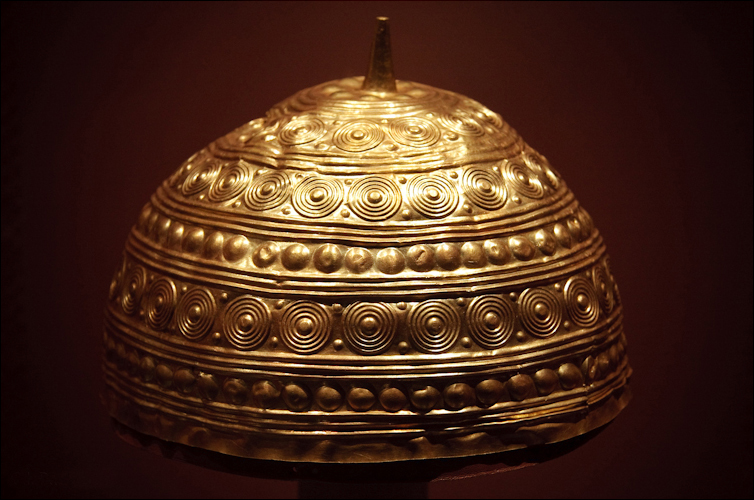
Casco de Leiro (Museu Arqueológico da Corunha)

O casco de Leiro é um capacete de ouro, do Bronze Médio ou Final, encontrado em 1976, por acaso, por José Vicente Somoza, dentro de uma vasilha de barro que partiu durante as obras de construção de um galpão na paróquia de Leiro, no concelho de Rianxo (província da Corunha, comunidade autónoma da Galiza, Espanha), num lugar conhecido como O Curruncho dos Porcos, na desembocadura do rio Ulla
Na atualidade encontra-se no Museu Arqueológico e Histórico do Castelo de Santo Antón, na cidade da Corunha, na Galiza.
Apresenta paralelismos com outros achados arqueológicos da Península Ibérica, como as tigelas de Axtroki e o tesouro de Villena.

## Descrição
É de forma hemisférica e possui no topo um pequeno tronco de cone de base estreita. O seu diâmetro máximo é de 195 mm e a altura é de 150 mm, mais os 23 mm do remate. O seu peso é de 270 gramas.
À imagem de peças similares centro-europeias, considerou-se primeiro que era uma tigela, usada para algum tipo de ritual, à qual depois teria sido acrescentado o remate, para ser usado como capacete de parada, símbolo da autoridade dentro de uma hierarquia, pois a delgadeza da lâmina afasta qualquer aplicação defensiva.
A peça apresenta decoração na sua superfície, feita mediante a técnica do repuxado pelo lado de dentro da peça, por meio de uma matriz embutida, e disposta em filas horizontais fechadas por séries de três baquetões paralelos, menos os superiores. Os ornamentos principais são bolhas, dispostas em faixas horizontais, separadas por grupos de três fios paralelos, até um total de seis faixas que desaparecem no remate. Apresenta bolhas simples e bolhas rodeadas por quatro fios circulares concêntricos, enquadrados entre quatro "bolhas" mais pequenas.
Alguns estudiosos assinalam que o remate do topo foi soldado à peça posteriormente.
O museu tem, para além do capacete, um total de 22 pedaços de cerâmica de diferentes espessuras que sugerem várias vasilhas, podendo tratar-se de um depósito de peças escondidas intencionalmente.
A maioria dos investigadores considera que se trata de uma peça realizada fora do local onde foi encontrada. Na Península Ibérica as peças mais próximas são as denominadas Tazas de Axtroki, encontradas em Guipúscoa. Este capacete e as peças bascas relacionam-se com peças hallstáticas centro-europeias Também se relaciona esta peça com o mais mediterrânico Tesouro de Villena encontrado em Alicante, na Espanha.